# Prostytucja w Polsce
     Prostytucja legalna i regulowana prawnie
     Prostytucja jest legalna, ale nieregulowana prawnie
     Prostytucja jest nielegalna – karze się zarówno prostytutki jak i klientów nabywających usługi seksualne
     Prostytucja jest nielegalna – karze się tylko klientów nabywających usługi seksualne
     Kraje poza Europą

Prostytucja legalna i regulowana prawnie
Prostytucja jest legalna, ale nieregulowana prawnie
Prostytucja jest nielegalna – karze się zarówno prostytutki jak i klientów nabywających usługi seksualne
Prostytucja jest nielegalna – karze się tylko klientów nabywających usługi seksualne
Kraje poza Europą

Prostytucja w Polsce  jest zabroniona prawnie, jednak w polskim kodeksie karnym wymieniono trzy rodzaje przestępstw związanych z prostytucją: stręczycielstwo, sutenerstwo i kuplerstwo.

## Rys historyczny

### Do wieku XVII
Prostytucja w Polsce ma głębokie korzenie historyczne.  Od X wieku odnotowuje się prostytucję wędrowną, a wraz z rozwojem miast pojawiają się domy publiczne. Filarem rozpowszechniania się prostytucji na ziemiach polskich był przez wieki handel dziewczętami i młodymi kobietami. Polegał on, w odległych czasach, na werbowaniu i wywożeniu do innych miast dziewcząt i kobiet z przeznaczeniem do uprawiania prostytucji (zdarzały się też porwania i przymuszenia).
Najwcześniejsze informacje o prostytucji na ziemiach polskich pochodzą dopiero z XIV i XV wieku, choć nie ma wątpliwości, że istniała ona wcześniej, w źródłach bowiem jawi się już w postaci niejako gotowej, ukształtowanej, zorganizowanej w domach publicznych, poddanej pewnym formom kontroli ze strony miasta. Już od XV wieku władze wielu miast polskich tolerowały prostytucję a próby jej ograniczania były nieskuteczne. Za pierwszy dom publiczny w Polsce (znany historykom) uchodzi XV-wieczny lokal w Bochni, z którego usług korzystali najprawdopodobniej kupcy przybywający po tamtejszą sól. W XV wieku miejskie domy publiczne, zwane z niemiecka zamtuzami (słowo zamtuz pochodzi od śr.-w.-niemieckiego samt-hūs co znaczy dom publiczny), znajdujące się najczęściej pod opieką kata miejskiego (faktycznie prowadziły je katowskie żony), funkcjonowały legalnie nie tylko w stołecznym Krakowie oraz w innych miastach, ale również mniejszych miejscowościach, a nawet na wsi. Niewielkie zamtuzy działały też przy niektórych warsztatach rzemieślniczych. Łączenie urzędu kata z zarządem domu publicznego miało prawdopodobnie związek z przejmowaniem wzorów niemieckich, gdyż właśnie takie łączenie było charakterystyczne dla tamtych krajów.
W drugiej połowie XVI i XVII wieku w największych ośrodkach miejskich – w Krakowie, Warszawie, we Lwowie, w Poznaniu, Lublinie – występowały wszystkie formy prostytucji znane w późniejszych wiekach. Obok działających bez przeszkód legalnych zamtuzów kwitł potajemny nierząd uprawiany przez kobiety na własny rachunek lub w nielegalnych domach publicznych, szynkach, karczmach. Płatne usługi seksualne świadczono w miastach, na wsi i przy drogach, a obok prostytucji zawodowej wiele kobiet oddawało się temu procederowi doraźnie i okolicznościowo. Mimo potępienia prostytucji przez Kościół, a także niewątpliwie surowego stosunku ówczesnego prawa do pozamałżeńskich stosunków seksualnych (np. do cudzołóstwa) stanowisko władz miejskich było niejednolite. W praktyce godzono się na istnienie prostytucji w legalnych katowskich domach publicznych; poza nim była na ogół traktowana jako występek przeciwko obyczajom. Władze miejskie sprawowały bliżej nieokreślony nadzór nad zamtuzami, a nawet czerpały zyski z prostytucji. Co najwyżej niekiedy próbowały zmniejszyć jej rozmiar poprzez nakładanie na prostytutki wysokich podatków lub wprowadzenie zakazu wynajmowania im lokali w mieście.
W portowym Gdańsku do dziś o dawnych, lokalnych ośrodkach nierządu przypominają nazwy ulic na Starym Mieście: Zbytki, Żabi Kruk, Różana czy Panieńska. Jak powszechnie się uważało, choć może nie do końca trafnie, z domów publicznych korzystali wówczas w Gdańsku prawie wyłącznie przyjezdni. Miejscowi bogacze mieli od tego służące i kochanki na mieście, a miejscowi biedacy nie mieli pieniędzy.
Stopień represywności wobec kobiet oddających się prostytucji był stosunkowo niski. Znacznie bardziej rygorystyczne wzorce moralno-obyczajowe reformacji, a później kontrreformacji spowodowały narastanie od początku XVI w. głosów potępiających tolerowanie prostytucji. Próby represji były jednak nadal bardzo słabe, a postawa tolerancyjna współistniała z represyjną. Niejednolite stanowisko prawne wobec prostytucji nie dotyczyło natomiast stręczycielstwa i sutenerstwa, za które groziły w Rzeczypospolitej surowe kary – od publicznej chłosty, okaleczenia ciała, wydalenia z miasta aż po śmierć. Również tu praktyka odbiegała od przyjętych zasad.

### Wiek XVIII
Wiek XVIII to czasy barier społecznych, podziałów stanowych, gdzie urodzenie określało pozycję człowieka na całe życie. W tych czasach jedynie prostytucja dawała względną łatwość przekraczania granic społecznych. Jeśli już gdzieś spotykała się arystokracja z pospólstwem, jeżeli gdzieś był ze szlachtą polską polski lud, to w łożnicy domów publicznych. Zajęcie się prostytucją było w XVIII wieku jednym z najlepszych sposobów omijania barier społecznych – prostytucja dawała dostęp do szybkich pieniędzy, dawała też dostęp do „dobrego towarzystwa” i w konsekwencji do stanu szlacheckiego – w XVIII wieku w Warszawie warunki sprzyjały rozkwitowi prostytucji również w najwyższych sferach. Obraz rozwiązłości, upadku obyczajów i panoszących się chorób wenerycznych na początku lat 90. tamtego wieku pozostawili cudzoziemcy. Libertyńską postawę wobec życia seksualnego odzwierciedlają utwory w rodzaju Pochwały bordelu Stanisława Kostki Potockiego. Świadectwem tego okresu są też dwa rymowane przewodniki z lat 70. z informacjami i radami dla niezorientowanych w warszawskich realiach amatorów płatnych usług seksualnych. Wśród amatorów płatnej miłości pojawiają się w źródłach na przykład takie postacie jak Adam Poniński (który ponoć kupił sobie też cnotę jednej z panien – dziewictwo z uwagi na profilaktykę przeciw chorobom wenerycznym było w szczególnej cenie, przeliczanej na 30 dukatów); Otto Stackelberg; August Sułkowski, który w latach 1774-1776 posiadał przywilej na teatr publiczny w Warszawie; a także brat królewski, podkomorzy koronny książę Kazimierz Poniatowski, który uchodził za szczególnie rozrywkowego. Bywało też, że kobiety swobodnych obyczajów wiązały się ze swoimi klientami. Szczególnym symbolem było tu małżeństwo prostytutki z urzędnikiem aparatu ścigania (który wówczas był zobowiązany ścigać nierząd), jako że prostytucję i policję łączył węzeł korupcji. Strażnicy prawa otaczali prostytutki opieką (lub przynajmniej rezygnowali z obowiązku ścigania), one natomiast dzieliły się z nimi dochodami ze swojej profesji (lub po prostu użyczały swych wdzięków). Z procederem prostytucji był też związany między innymi Jacek Jezierski, bliski krewny Franciszka Walezego, poseł i senator, uważany też za pierwszego polskiego ekonomistę, który w swym pałacu przy moście założył dom publiczny. Zyski z nierządu ciągnęła też na przykład marszałkowa wielka koronna Barbara z Duninów Sanguszkowa, właścicielka zabudowań na zbiegu ulic Senatorskiej i Podbielańskiej. Kuplerzy pobierali w owym czasie 50 procent od zarobków prostytutek – w Warszawie było jednak zaledwie kilkaset prawdziwych profesjonalistek a więc tyle co nic w porównaniu z 20 tysiącami prostytutek, które wówczas oferowały swoje usługi w Paryżu.

### Wiek XIX
Do końca istnienia Rzeczypospolitej nie powstała odpowiednia regulacja odnosząca się do tego zjawiska. W okresie rozbiorowym próbowano prostytucję ująć w nakazy administracyjne. Pierwsza regulacja prostytucji wprowadzono w Warszawie w 1802. W I połowie XIX wieku wiele regulacji było w fazie projektów, wówczas też ugruntowała się koncepcje „zła koniecznego” i „burdelu idealnego”, które w drugiej połowie XIX wieku stały się podstawą dla systemu nadzoru prostytucji i działalności komitetów lekarsko-policyjnych. W 1843 rosyjski namiestnik dokonał opodatkowania domów publicznych i prostytucji. 30 lat później utworzono w stolicy Komitet Policyjno-Lekarski, który zarządzał kontrolę prostytutek z domów publicznych i ulicznych.
Na początku wieku XIX, w czasach pruskich, Warszawa podupadła – nie była bowiem wówczas stolicą. Po wkroczeniu Rosjan, za czasów Królestwa kobiety oferujące płatną miłość grupowały się wokół dwu centrów wojskowych: powązkowskiego obozu wojskowego i na Czerniakowie w okolicach Łazienek, gdzie mieściła się Szkoła Podchorążych, Koszary Kirasjerskie i Ułańskie.
Prostytucję ujęto w nadzór administracyjny. Gazeta Policyjna podaje, że w 1844 zatrzymano 1356 kobiet za „pokątny nierząd” (kierowano je zwykle do tzw. Domu Wyrobnego). Natomiast prostytutki, które były poddane nadzorowi i kontroli, przepisy dzieliły na cztery kategorie. Do najniższej kategorii zaliczano mieszkanki i pracowniczki domów publicznych. Do drugiej te, którym wypadało mieszkać i pracować w domach schadzek. Do trzeciej – prostytutki mieszkające oddzielnie, ale poddane kontroli, czyli tak zwane tolerantki. Do czwartej, najwyższej w hierarchii (była to arystokracja zawodu) – zaliczano tak zwane indywidualistki, które miały prawo same sobie dobierać klientów (a do kontroli sanitarnej musiały stawiać się dwa razy w miesiącu).
Domy publiczne podzielono na cztery kategorie, domy schadzek natomiast na dwie. Od kiedy to zmarła „Baronowa” – właścicielka jedynego pierwszorzędnego domu schadzek, funkcjonowały w Warszawie już tylko drugorzędne. Różnice pomiędzy domami publicznymi i domami schadzek były trudno uchwytne, te drugie uchodziły jednak za uczciwsze i dlatego było ich więcej, gdyż łatwiej werbowano do nich personel. W 1868 było 22 domy schadzek II kategorii i 16 domów publicznych, w tym jeden III kategorii, 15 zaś IV kategorii. Mieściły się one początkowo w śródmieściu: ulice Podwale, Freta od Zakroczymskiej, Kapitulna, Krakowskie Przedmieście od Placu Zamkowego do Trębackiej, Trębacka na całej długości, Bielańska. Mylna i część Długiej ku Freta oraz początek Świętojańskiej od strony Freta.
W 1858 w Warszawie było zarejestrowane 825 panien (co – szacując z tymi, które uprawiały swoją profesję „na lewo” – daje w sumie około 2,5 tys.). Dawało to Warszawie w światowej statystyce 16. miejsce (w cesarstwie Warszawę wyprzedziły jedynie Moskwa i Petersburg). Szacuje się, że statystyczny warszawiak miewał jedną płatną przygodę na tydzień.
Od lat 70. XIX wieku prostytucja bardzo dobrze prosperowała, najgłośniejsze domy w Warszawie to zakład Dwosi Blusztejnowej nieopodal hotelu „Saskiego”, Ewy Lato i Kühnowej na rogu Koziej, Nuty Jeleń koło Bernardynów oraz 13 domów publicznych na ulicy Freta, gdzie pracowało około 500 prostytutek (w tym zakład madame Tomasowej). Nikołaj Klejgels, sprawujący w latach 1888-1896 urząd oberpolicmajstra przeniósł domy publiczne ze Starego i Nowego Miasta w rejon Towarowej (między Krochmalną i Grzybowską) a koncesje dostały tylko te, które stać było na wybudowanie porządnych gmachów i utrzymanie wysokiego standardu. Do nowo powstałych domów wkraczało się po schodach z marmuru, sale recepcyjne wspierały kolumny, ściany zdobiły lustra, po minięciu stojkowego i cerbera wchodziło się na schody wyłożone dywanem, na sufitach i ścianach widniały malowidła, w rogu natomiast znajdowała się estrada gdzie co noc grała orkiestra, kwartet lub kwintet. Jednak był też i drugi, przeciwległy kraniec ówczesnego rynku prostytucji – najniższej klasy prostytutki werbujące klientów na świeżym powietrzu oraz tanie, prymitywne drewniane budy z przegrodami z desek, gdzie każda prostytutka obsługiwała po 30 klientów dziennie – tu klientami byli wyłącznie żołnierze.
Tym niemniej domy publiczne o wyższych standardach w XIX wieku były dość zwykłym miejscem rozrywki i odpoczynku, czymś w rodzaju męskiego klubu towarzyskiego, gdzie w określone dni spotykali się ci sami ludzie. W tamtych czasach dom publiczny stał się jedną z ważniejszych instytucji życia społecznego (choć oficjalnie skrywaną), a goście czuli się tu bardziej po domowemu niż w swych wiktoriańskich domach rodzinnych. Odwiedzanie tego typu przybytków stanowiło swoisty model spędzania wolnego czasu. W domach schadzek załatwiano również interesy, nawiązywano kontakty i zawierano kontrakty, pełniły one funkcje swoistych giełd pracy (działały niczym biura pośrednictwa) albo przypominały klub oficerski. Domy takie zajmowały się też polityką, były bowiem zakłady w których zbierały się elity miasteczka a nawet kraju.

### Wiek XX
W zapisach sądowych z okresu II Rzeczypospolitej znajdują się opisy kilkuset spraw toczonych przeciwko zorganizowanej prostytucji, przeciwko stręczycielom i samym prostytutkom. Na przełomie XIX i XX wieku reglamentaryzm stał się przedmiotem krytyki ruchów abolicjonistycznych. Prostytucja stała się też problemem zdrowotnym z uwagi na rozprzestrzenianie się chorób, czego skutkiem była decyzja o zamknięciu domów publicznych wydana przez Ministerstwo Zdrowia Publicznego w 1919. Jednak nie zapobiegło to szerzeniu się zjawiska, które szczególnie przybierało na sile w okresach kryzysów ekonomicznych. W tym czasie liczne stowarzyszenia, a także instytucje kościelne, przyjęły sobie za cel pomoc kobietom chcącym zerwać z prostytucją.
W okresie powojennym prostytucja w Polsce była, ze względów ideologicznych, chroniona ścisłą tajemnicą. Utrzymywała się jednak głównie w formie ulicznej. Znacznie bardziej rozbudowany charakter miała w ośrodkach, które mieściły się w hotelach i restauracjach. Klientami prostytutek byli tam przeważnie cudzoziemcy (głównie turyści z Zachodu) i ludzie zamożni. Część rynku (szczególnie ta związana z hotelami) znajdowała się pod nadzorem i specyficzną ochroną służb specjalnych PRL. W ten sposób służby specjalne inwigilowały zarówno obcokrajowców, jak i obywateli polskich oraz przygotowywały prowokacje. Prostytucja jest niewątpliwie jednym z najstarszych sposobów, do jakich sięgają w swoich działaniach służby specjalne. W czasach PRL tak wojskowe jak i cywilne instytucje wywiadu i kontrwywiadu korzystały z usług zawodowych prostytutek (np. w celu zdobycia kompromitujących materiałów) lub proceder ten uprawiały kadrowe funkcjonariuszki tych służb, pracujące poza granicami kraju. Metoda „podstawienia” była jednym z mechanizmów prowokacji służby bezpieczeństwa wobec przedstawicieli opozycji politycznej. Z metody „na prostytutkę” korzysta się także współcześnie. Metoda ta stosowana jest też w próbach szantażowania znanych lub bogatych (i nie tylko) osób, tak mężczyzn jak i kobiet.
W Polsce w latach 1945-1948 istniał obowiązek rejestracji profesjonalistek, którym wydawano specjalne książeczki zdrowia. W strukturze organów ścigania powstała specjalna sekcja do walki z nierządem. Organy te jednak najwyraźniej miały mnóstwo pracy z wrogami ówczesnego ustroju i zabrakło im czasu na walkę z „wrogami moralności” – w 1948 książeczki te zniesiono. W tym samym roku powołano do życia „domy opiekuńcze” lub „internaty” dla seksualnego pionu usługowego (które w praktyce niczym się nie różniły od obozów pracy). W 1952 zlikwidowano je gdyż same władze uznały, że mają „niepochlebną opinię”. Odpowiednie komórki milicji najpierw ograniczano a w 1954 w końcu zlikwidowano. Rok później w szesnastu miastach powstały sekcje do walki z nierządem, które jednak nie skutkowały ograniczeniem prostytucji. Paradoksalnie rozwojowi prostytucji sprzyjały zwłaszcza „wielkie budowy socjalizmu”, które kreowały wielkie skupiska mężczyzn z dala od domów co rodziło ogromy popyt na usługi erotyczne. Notatka z zebrania sekretariatu KC partii, który zebrał się 23 listopada 1955 by omówić sprawy płatnej miłości (obecni na nim byli m.in. Bolesław Bierut, Edward Ochab, Władysław Martwin i Jerzy Morawski) podaje, że w 1949 liczba prostytutek wynosiła około 4 tysiące, w 1954 roku liczba zarejestrowanych przez milicję kobiet wynosiła około 1700 a komisariaty w pięciu dużych miastach zatrzymały około 6 tysięcy kobiet uprawiających nierząd. Notatka ta krytykuje nieporadność i wskazuje na bezsilność różnych dotychczasowych przedsięwzięć organizacyjnych w walce z prostytucją, zwraca się też przeciwko przepisom prawnym, które jak wskazuje pochodzą z okresu przedwojennego, kiedy to „prostytucja nie tylko nie była przestępstwem, lecz przeciwnie – oficjalnie uznanym i ochranianym przez państwo procederem”. Dane pochodzące z Kolegium MSW zwołanego na 9 lutego 1957 mówią o zaewidencjonowanych przeszło 1,5 tysiąca prostytutek w 6 dużych miastach.
Od lat 60. nastąpiło w Polsce kilka zmian, które wpłynęły na warunki uprawiania prostytucji. Spowodowała je „odwilż” ideologiczna, która „nadtopiła” nieco żelazną kurtynę. Pojawił się ruch turystyczny z zagranicy, powstała baza hotelowa, zwiększyły się obroty w handlu z Zachodem a do polskich portów zawijało coraz więcej statków zagranicznych, posiadanie tzw. dewiz przestało być karalne. Wszystko to sprzyjało wzrostowi popytu na usługi seksualne a z drugiej strony otworzyło możliwość pozyskiwania w ten sposób, jakże cennych w owym czasie, dewiz. Wzrosła liczba zaewidencjonowanych prostytutek (w 1962 było ich 7267 a w 1969 9847). „Służebnice Wenery” w tych okolicznościach awansowały do najlepiej zarabiających grup społecznych. Pracowały nie tylko w hotelach i ich okolicach, miastach portowych i miastach targowych, ale także spotykało się je w okolicach dworców lub w kawiarniach (Strony Wschodnie w Warszawie, kawiarnie Alej Jerozolimskich, słynny wówczas Pigalak) gdzie werbowały mniej zamożnych turystów. Wyjeżdżały też do Republiki Federalnej Niemiec (w tym do Berlina Zachodniego) gdzie obsługiwały między innymi gastarbeiterów z Turcji, Jugosławii i z krajów arabskich. Z tego okresu datują się dwa głośne procesy karne – pierwszy dotyczył portierów hotelu Europejskiego w Warszawie, którzy uzyskiwali zyski z nierządu; drugi to sprawa Ahmeda M., który zmonopolizował świadczenia usług dla swych współrodaków na warszawskiej „Ścianie Wschodniej”. Były to jednak wyjątki potwierdzające niejako stan faktyczny: prostytutki i ich „opiekunowie” byli de facto kryci przez organa ścigania (wszak byli oni źródłem cennych dewiz dla państwa jak i dla samych funkcjonariuszy odpowiednich służb). Niezwykle dobra kondycja finansowa prostytutek wynikała z ówczesnych uwarunkowań w obrocie dewizami: 10 dolarów jakie prostytutka otrzymywała za usługę stanowiło równowartość średniej miesięcznej płacy w gospodarce uspołecznionej. Cztery krótkie spotkania w miesiącu zaszeregowywały uposażenie pracownicy usług seksualnych na poziomie wynagrodzeń dyrektorskich. Z drugiej strony, na przykład dla pracowników z krajów arabskich czasowo przebywających w RFN takie stawki (10 dolarów za tzw. short time) były niezwykle przystępne – i tak stanowiły zwykle jedną piątą cen obowiązujących wówczas na rynku na zachód od Łaby. Wprowadzenie stanu wojennego na niedługi okres zmieniło warunki w kraju na mniej korzystne dla osób parających się prostytucją, jednak następująca z czasem liberalizacja z lat 80. znów zmieniła okoliczności na sprzyjające temu procederowi. W końcu lat 80. pojawił się co prawda spadek popytu na prostytucję w związku z rozpowszechnieniem się obaw przed chorobą AIDS. W okresie tym jednak pojawiały się też kolejne nowości dynamizujące rynek prostytucji. Zliberalizowana polityka cenzorska dopuściła nowy rodzaj rubryki ogłoszeniowej – mianowicie obok ogłoszeń matrymonialnych pojawiły się w gazetach (na początku w Kurierze Polskim) ogłoszenia towarzyskie. Ta rubryka przeznaczona dla osób poszukujących nowych znajomości bez zamiaru wejścia w związek małżeński z czasem stała się nowym środkiem przekazu dla świadczących usługi seksualne. Kolejną nowością związaną z liberalizacją ustawodawstwa o prowadzeniu działalności gospodarczej było pojawienie się na przełomie lat 80. i 90. agencji towarzyskich. Prowadzenie takiej działalności wymagało jedynie zgłoszenia – a nie jak za czasów gospodarki socjalistycznej – pozwolenia.
Z uwagi na wpływ ideologii opracowania dotyczące prostytucji w okresie PRL-u pojawiały się nad wyraz rzadko – jeśli już to wpisane były najczęściej w dyskurs patologii i pisane w kontekście kryminalistyki (np. materiały szkoleniowe dla milicji). Na wnikliwe studia poznawcze z tego zakresu trzeba było czekać do przełomu lat 80. i 90. (przykładem studiów, z czasów tego przełomu, może być opis funkcjonowania krakowskiego środowiska prostytutek autorstwa I. Pawlika i studium o świecie kobiet prostytuujących się przygotowane przez M. Jasińską, omawiające sytuację kobiet żyjących z prostytucji na terenie Trójmiasta).

## Dane statystyczne dla Polski
Wraz z transformacją ustrojową w latach 90. XX wieku nastąpił w Polsce rozwój branży szeroko rozumianego seksbiznesu. Powstawały sex-shopy, lokale ze striptizem lub peep-shows i tzw. agencje towarzyskie. W 1996 było w Polsce zarejestrowanych 300 agencji towarzyskich. W 2003 liczba zarejestrowanych agencji towarzyskich wynosiła ok. 750 a Businessman Magazine ocenił wówczas wartość polskiego rynku związanego z seksbiznesem na 5 do 10 miliardów złotych. Systematycznie wzrastał poziom tolerancji Polaków dla prostytucji. W badaniach OBOP wraz z upływem lat spadła liczba osób deklarujących potępienie dla prostytucji: w 1993 było to 76% ankietowanych, w roku 1995 79% a w 2001 już tylko 51%. W tym samym badaniu tolerancję deklarowało w 1993: 17% ankietowanych, w 1995 roku 16% a w 2001 roku już 39%. Nie zmienił się szczególnie stosunek do legalizacji prostytucji: za legalizacją prostytucji w 1997 było 78% mężczyzn i 50% kobiet a w 2001: 74% mężczyzn i 51% kobiet. W 2001 roku 38,5% ankietowanych Polaków uważało, że domy publiczne powinny działać legalnie; 23,9% raczej legalnie; 15,4% uważało, że raczej powinny być zakazane; a 16,7%, że powinny być zakazane, 6,9% stwierdziło, że agencje towarzyskie są zdecydowanie potrzebne, potrzebne 19,2%; 30% raczej potrzebne; 16,3% raczej niepotrzebne; 13% niepotrzebne; 9,9% zdecydowanie niepotrzebne.
Szacuje się, że w Polsce szeroko rozumiane, płatne usługi seksualne świadczy 150-160 tysięcy osób a liczba agencji towarzyskich około 15 tysięcy (wg danych amerykańskich w 2009 r. było to 18-20 tysięcy osób). W agencjach towarzyskich poza Polkami (72%) pracują głównie kobiety zza wschodniej granicy Polski: Ukrainki (19%), Rosjanki, Białorusinki i Bułgarki. Z badania OBOP z końca 2002 roku wynika, że ponad 17% ankietowanych osób podejmując się świadczenia usług seksualnych kierowało się możliwością zarobku i osiągnięcia zysku, a 14% chęcią podniesienia standardu własnego życia, jednak większość (ponad 60% kobiet) zajęło się prostytucją z uwagi na trudną sytuację materialną. Ponadto 2,8% ankietowanych zdeklarowało, że zajmuje się tą profesją w wyniku zmuszania przez inne osoby. Średnie stawki za godzinę towarzystwa wahają się od 100 do 300 złotych, choć zdarza się, że klienci pozostawiają napiwki. W badaniach przeprowadzonych przez OBOP przeciętne dochody miesięczne netto osób świadczących usługi seksualne wynosiły: do 1000 złotych – 37% ankietowanych, od 1000 do 2000 złotych – 31% ankietowanych, powyżej 2000 złotych – 26% ankietowanych. Średnie stawki i zarobki zależą od wieku osoby prostytuującej się (najwyższe są wśród osób najmłodszych i spadają sukcesywnie wraz z wiekiem), doceniana jest też znajomość języków obcych (co wynika prawdopodobnie z tego, że klientami prostytutek bywają także nierzadko osoby przyjezdne, podróżujące turystycznie lub służbowo).
W badaniach prowadzonych na terenie Warszawy i w kilku miejscowościach województwa podlaskiego oraz mazowieckiego, w których ujęto w sumie 403 osoby i 103 z nich wyraziły zgodę na udzielenie odpowiedzi na pełną ankietę: 97 z nich kobiety, 6 mężczyźni; 76% kobiet było pannami z czego 100% zamierzało zawrzeć związek małżeński, 14% było mężatkami i 10% rozwódkami (znaczący odsetek z nich miał więc rodziny i dzieci); 80% osób uważało się za osoby religijne; średnia wieku wynosiła 20 lat (najniższym stwierdzonym wiekiem w tych badaniach był wiek 15 lat, przy czym osoba ta twierdziła, że prostytuuje się już prawie od roku, stwierdzono też kilkadziesiąt przypadków osób w wieku 16-17 lat); 10 osób miało wykształcenie podstawowe, 23 – zasadnicze, 34 – średnie, 29 – wyższe, 7 nie wskazało odpowiedzi (49% uczących się respondentek wskazywało, że ma dobre postępy w nauce, 31% że słabe, a niespełna 17% że porzuciło naukę); 9 deklarowało sytuację rodziny jako bardzo dobrą, 11 – dobrą, 34 – przeciętną, 28 trudną, a 21 – bardzo trudną (swoją sytuację materialną przed podjęciem prostytucji 9% kobiet oceniło jako bardzo dobrą, 17% – dobrą, 24% – przeciętną, a 53% – jako złą).
Spośród uczestniczek badań 67% wskazała, że prostytucja była zasadniczym źródłem utrzymania, a 12% stwierdziło, że dochody uzyskiwane z innego niż prostytucyjne źródło zarobkowania byłyby wystarczające dla przeciętnego życia. Liczną grupę prostytuujących się kobiet stanowiły studentki, które zarobione pieniądze przeznaczały na finansowanie nauki lub utrzymanie się w stolicy. Cztery respondentki-studentki deklarowały, że wspomagają finansowo rodziców. W kilkunastu przypadkach studentki lub młode pracownice deklarowały, że posiadają jednego głównego klienta (zwykle dobrze sytuowanego mężczyznę w wieku 40-55 lat).
W badanej grupie występowało duże zróżnicowanie okresu prostytuowania się: 20% powyżej 3 lat, 43% od roku do 3 lat, do roku 17%; z tego 9% okazjonalnie. Wśród badanych osoby prostytuowały się najczęściej (50%) raz w tygodniu lub kilka razy w tygodniu, zwykle w weekendy; 12% osób codziennie, 14% kilka razy w miesiącu, 7% raz w miesiącu. Planowany okres dalszego uprawiania prostytucji wynosił głównie od 1 do 3 lat (36%) oraz do roku (27%).
80% prostytutek pracujących w agencjach towarzyskich otrzymało od ich właścicieli skierowanie na badania (lub oczekiwano od nich takiego zaświadczenia) w celu wyeliminowania nosicielstwa HIV i chorób wenerycznych (miały one również zapewnione okresowe kontrole u lekarzy świadczących usługi na rzecz agencji – co świadczy o wysokim stopniu zorganizowania rynku prostytucji pod kątem bezpieczeństwa zarówno właścicieli agencji, prostytutek i klientów). Badane osoby powszechnie odrzucały argument zagrożenia wirusem HIV wskazując na wystarczające zabezpieczenie w postaci prezerwatyw i dbania o higienę. Tym niemniej choroby były jednak wymieniane jako jedno z zagrożeń obok obaw związanych ze stygmatyzacją społeczną (wykluczanie społeczne, naznaczenie w „środowisku”, ujawnienie sytuacji wśród rodziny lub bliskich obecnych lub przyszłych – tylko 7% respondentek stwierdziło, że ktoś z członków rodziny wie lub domyśla się, że parają się prostytucją) i ewentualną agresją ze strony klientów. Młodociane prostytutki, uważały też powszechnie, że mogą sobie poradzić z ewentualnym problemem przymuszania do prostytucji i w każdej chwili zerwać ze swym procederem.
Prostytucją para się prawdopodobnie coraz więcej osób nieletnich (poniżej 18 roku życia). W badaniach, choć dość niemiarodajnych, polegającym na wykonaniu 100 telefonów do stołecznych i podwarszawskich agencji z pytaniem Czy znajdziemy u was dziewczyny w wieku 16-18 lat? uzyskano twierdzące odpowiedzi: w 2003 42 razy, w 2004 64 razy a w 2005 79 razy.
Jak wynika z badań prowadzonych wśród osób prostytuujących się w Polsce z usług seksualnych korzystają osoby wywodzące się z wszelkich grup społecznych (w tym turyści zagraniczni). Korzystanie z płatnych usług seksualnych, w badaniach Zbigniewa Izdebskiego przeprowadzonych na grupie Polaków w 2005 zadeklarowało w sumie 12% badanych mężczyzn i niespełna 1% kobiet (najwięcej badanych, którzy korzystali z usług seksualnych mieszkało w województwie pomorskim i łódzkim: 17% oraz w mazowieckim: 16%, najmniej w województwie podkarpackim: 4,8%). Największy odsetek mężczyzn, którzy w jakichkolwiek okolicznościach korzystali z płatnych usług seksualnych odnotowano wśród 25-29 latków, z wyższym wykształceniem (14%), mieszkających w dużych miastach, tj. powyżej 500 tys. mieszkańców (15%) i niewierzących (25%). Niemal 70% klientów nie widzi niczego złego w uprawianiu seksu pozamałżeńskiego, ale tylko 12% zaakceptowałoby, aby takie samo stanowisko przyjęły ich małżonki, większość nadal zamierza korzystać z tego typu usług. Ponad 70% z nich uważa się za dobrych mężów i ojców.

### Formy prostytucji w Polsce
W Polsce usługi seksualne świadczone są przede wszystkim w tzw. agencjach towarzyskich. Najczęściej są to eleganckie kluby o wysokim standardzie – poza towarzystwem kobiet i licznymi pokojami gościnnymi oferują pełny pakiet rozrywek: nagłośnienie muzyczne, bar z napojami alkoholowymi, a czasami także wstęp na saunę, jacuzzi, a nawet basen. Agencje często współpracują z taksówkarzami w celu werbowania klientów. Policja ignoruje działalność takich lokali chociażby dlatego, że oficjalnym przedmiotem ich działalności jest jedynie świadczenie usług towarzyskich a właścicielom i osobom prowadzącym agencje towarzyskie nie sposób dowieść zarzutu „czerpania korzyści z prostytucji”. Oficjalnie to, co klient czy klientka oraz pracownica czy pracownik agencji robią za zamkniętymi drzwiami w pokojach lokalu jest już prywatną sprawą dwojga dorosłych ludzi i nie mają na to wpływu inne osoby. Zdarza się jednak, że policja kontroluje legalność pobytu osób, które do pracy w agencjach przyjechały z zagranicy.
Rynek seksualnych usług agencyjnych jest jednak dość rozwarstwiony. Profesjonalne lokale o najwyższym standardzie oferują usługi towarzyskie na wysokim poziomie organizacyjnym, często w formie swoistych imprez kulturalno-rozrywkowych, gdzie seks jest w zasadzie pewnym „dopełnieniem” programu. Można tu też wyróżnić dość ekskluzywną grupę prostytutek świadczących usługi określonej grupie (typowi) klientów, również przy okazji imprez biznesowych i szkoleniowych. Lokale o niższym standardzie bywają opanowane przez grupy zorganizowane, oferują niższe zarobki, panuje w nich wysoka częstotliwość dopływu nowych kandydatek, nasilenie usług w okresie weekendowym, oferują jednak w miarę stałe badania lekarskie dla osób prostytuujących się i dążą do polepszenia warunków kulturalno-estetycznych.
Odrębną grupę stanowią tzw. mieszkaniówki – jest to działalność prowadzona raczej przez indywidualne osoby w mieszkaniach prywatnych lub wynajmowanych (w pojedynkę lub wspólnie, czasami jedynie w tym celu) dlatego ich standard znacznie odbiega od wcześniej wspomnianych klubów. Liczba osób świadczących usługi niezależnie jest jednak trudna do ustalenia gdyż faktycznie wiele tzw. prywatek to lokale znajdujące się pod kontrolą organizacji, mimo że osoby świadczące tam usługi skrupulatnie to ukrywają.
Agencje (lub niezależne osoby) werbują też klientów poprzez ogłoszenia towarzyskie zamieszczane w prasie lokalnej, Internecie lub odpowiednie rozprowadzanie ulotek z ofertą (np. zakładanie ich za wycieraczki szyb samochodów).
W polskich miastach występuje również prostytucja uliczna, lecz ogranicza się do pojedynczych ulic największych miast i ma marginalne znaczenie. Dziewczyny werbujące klientów można natomiast częściej spotkać poza miastami przy głównych trasach tranzytowych lub wylotowych z miast. Z uwagi na to, że ich klientami często bywają kierowcy ciężarówek (tzw. tirów) dlatego potocznie nazywa się je tirówkami. Ta forma prostytucji stanowi drugi z biegunów rynku (na pierwszym biegunie znajdują się, wyżej wymienione, wysoce ekskluzywne lokale). Jest to rynek, który można by określić jako „wulgarny”, cechują go niskie zarobki prostytutek, wysoki stopień opanowania przez grupy zorganizowane (często przestępcze), rzadsze badania lekarskie, częste kontakty bez zabezpieczeń i zachowania seksualne niebezpieczne dla zdrowia, niski poziom kultury seksualnej; prostytucja miewa miejsce w samochodach, lasach, a także klatkach schodowych, parkach, dworcach kolejowych itp.
W Polsce prawie nie istnieją agencje pośrednictwa, które na przykład przypominały by ich amerykańskie odpowiedniki (escorts). Nieliczne straciły klientele na rzecz szeregu powstałych portali internetowych, które pozwalają za niedużą opłatą na zamieszczanie ogłoszeń towarzyskich i w ten sposób pośredniczą pomiędzy osobami świadczącymi usługi a klientami. Tym niemniej agencje i osoby prostytuujące się często oferują też usługi wyjazdowe u klienta.
Jako formę prostytucji można też traktować tzw. sponsoring, który polega na wiązaniu się w dłuższy, nieformalny związek z jedną osobą, często z pewnym zaangażowaniem emocjonalnym, w których jedna ze stron oferuje seks przede wszystkim w zamian za otrzymywane korzyści finansowe lub materialne.

## Legalność prostytucji w Polsce
W 1952 Polska ratyfikowała Konwencję w sprawie zwalczania handlu ludźmi i eksploatacji prostytucji ONZ, która obliguje państwa strony m.in. do podjęcia działań w celu zwalczenia czerpania zysków z prostytucji innych osób. Choć więc sama prostytucja nie jest zabroniona przez polskie prawo, to z jej zjawiskiem związane są czyny zabronione. W kodeksie karnym z 1969 wymieniono trzy rodzaje przestępstw związanych z prostytucją: stręczycielstwo, sutenerstwo i kuplerstwo. Do zagadnienia samej prostytucji polskie prawodawstwo przyjmuje abolicjonistyczne podejście. Uprawianie prostytucji nie jest więc karalne, co wynika z ratyfikowanej przez Polskę konwencji abolicjonistycznej (Dz. U. z 1952 Nr 41, poz. 278), zakazującej nie tylko penalizacji, ale również rejestracji prostytutek. Taki stan prawny powoduje, iż zjawisko prostytucji w Polsce realnie pozostaje całkowicie poza kontrolą jakichkolwiek organów (z wyjątkiem może ewentualnej kontroli przez instytucje z obszaru służby zdrowia – ingerencja w życie prywatne przez te instytucje nie jest jednak swoista dla prostytucji, ale wiąże się z wszelką działalnością). Prostytucja pozostaje więc faktycznie poza regulacjami prawnymi i nie została w Polsce zalegalizowana jako forma działalności świadczonej na rzecz innych osób. Nie może być więc przedmiotem umowy w stosunku pracy czy umowy cywilnoprawnej. Dodatkowo Naczelny Sąd Administracyjny wyraził zdanie o sprzeczności tego procederu z zasadami współżycia społecznego oraz moralnością. Tym niemniej dochody uzyskiwane z prostytucji de facto podlegają organom skarbowym państwa z tym, że artykuł 2 ust. 1 pkt 4 ustawy o podatkach dochodowych od osób fizycznych wyjmuje spod opodatkowania zyski uzyskiwane z prostytucji (bowiem w myśl tego artykułu ustawy tej nie stosuje się do przychodów wynikających z czynności, które nie mogą być przedmiotem prawnie skutecznej umowy, a za taką uznaje się umowy pomiędzy prostytutką a jej klientami – innymi słowy ustawodawca przyjął, że za same czynności seksualne nie można dochodzić zapłaty, a więc seksualność nie może być przedmiotem umowy cywilnoprawnej). Z tego też powodu w Polsce używa się określenia agencja towarzyska, tzn. oferująca (płatne) usługi towarzyskie – za czynności seksualne nie można bowiem legalnie żądać zapłaty. Dzięki wspomnianemu wyżej rozwiązaniu prawnemu państwo unika sytuacji znalezienia się w roli „sutenera państwowego”. W pełni uzasadnione jest więc stwierdzenie, że prostytucja jest w Polsce zajęciem nieopodatkowanym. W szczególnych okolicznościach wystarczy złożenie odpowiedniej deklaracji w urzędzie skarbowym, gdyż w przeciwnym przypadku urząd może dochody z prostytucji traktować jako dochody ze źródeł nieujawnionych – a więc opodatkować je stawką 75%. Deklaracje takie jeśli budzą wątpliwości, i nie mają pokrycia w faktach, mogą zostać jednak zakwestionowane.
Powyższe dotyczy to zarówno prostytucji heteroseksualnej jak i homoseksualnej (karalność prostytucji homoseksualnej zniesiono w polskim kodeksie karnym dopiero w 1969).
Według badań policji odnotowuje się także fakt handlu ludźmi i niewolnictwa, szczególnie młodymi kobietami ze Wschodu (również z Polski), które przymuszane są do pracy w agencjach towarzyskich. Takie praktyki łamią konstytucyjne prawo wolności osobistej i grożą za to surowe kary pozbawienia wolności.

## Akty prawne odnoszące się do prostytucji w Polsce
Ustawa z dnia 6 czerwca 1997 r. – Kodeks karny (Dz.U. z 2022 r. poz. 1138).
Rozdział XXV – Przestępstwa przeciwko wolności seksualnej i obyczajności
Art. 203.

Kto, przemocą, groźbą bezprawną, podstępem lub wykorzystując stosunek zależności lub krytyczne położenie, doprowadza inną osobę do uprawiania prostytucji, podlega karze pozbawienia wolności od roku do lat 10.
Art. 204.

§ 1. Kto, w celu osiągnięcia korzyści majątkowej, nakłania inną osobę do uprawiania prostytucji lub jej to ułatwia, podlega karze pozbawienia wolności do lat 3.

§ 2. Karze określonej w § 1 podlega, kto czerpie korzyści majątkowe z uprawiania prostytucji przez inną osobę.

§ 3. Jeżeli osoba określona w § 1 lub 2 jest małoletnim, sprawca podlega karze pozbawienia wolności od roku do lat 10.

§ 4. Karze określonej w § 3 podlega, kto zwabia lub uprowadza inną osobę w celu uprawiania prostytucji za granicą.
Ponadto należy zwrócić uwagę, że prostytutki podlegają takiej samej ochronie prawnej jak inne osoby, czyli kontakt seksualny z taką osobą wbrew jej woli jest takim samym przestępstwem jak zgwałcenie osoby nie świadczącej usług seksualnych. Zgwałceniem natomiast nie jest sytuacja, jeśli do samego kontaktu dojdzie przy zgodzie prostytutki, a następnie klient nie zapłaci lub zapłaci mniej niż zadeklarował (lucrum cessans). W zależności od zamiaru sprawcy taką sytuacje można rozpatrywać w kategorii oszustwa (prawo karne) lub nie wywiązania się z umowy (prawo cywilne).